# Blessed & Possessed
Blessed & Possessed ist das sechste Album der deutschen Power-Metal-Band Powerwolf. Es wurde am 17. Juli 2015 bei Napalm Records veröffentlicht.

## Entstehung
In der Rückschau beschrieb Matthew Greywolf (Benjamin Buss) das Album als schwere Geburt. Nach dem sehr erfolgreichen Album Preachers of the Night war bei der Band vom Songwriting her die Luft raus. Als dann jedoch mit Blessed & Possessed der Titelsong feststand, kamen die weiteren Songideen wie von selbst.
Das Album wurde, wie alle Vorgängeralben, mit Fredrik Nordström im Studio Fredman in Hyssna südöstlich von Göteborg eingespielt. Weitere Aufnahmen fanden in den Kohlekeller Studios (Studio Greywolf), bei Moburec in Uelversheim sowie in der Église Sainte-Barbe de Crusnes, Thionville, Frankreich statt.

## Veröffentlichungen
Das Album erschien in verschiedenen Versionen. Neben der normalen CD-Version, einer Downloadversion und diversen LP-Versionen erschien eine limitierte Auflage mit dem Coveralbum Metallum Nostrum als Zugabe. Zur Veröffentlichung am 17. Juli 2015 erschien das Album zudem in einem auf 1000 Stück limitierten Boxset mit Album und Bonus-CD als Mediabook, einer 7’’-Single mit zwei orchestrierten Stücken, einem Rosenkranz mit Powerwolf-Motiv und einer Posterflagge.

## Titelliste

### Album
1. Blessed & Possessed – 4:42
2. Dead Until Dark – 3:49
3. Army of the Night – 3:21
4. Armata Strigoi – 3:59
5. We Are the Wild – 3:41
6. Higher Than Heaven – 3:30
7. Christ & Combat – 3:39
8. Sanctus Dominus – 3:22
9. Sacramental Sister – 4:36
10. All You Can Bleed – 3:44
11. Let There Be Night – 7:19

### Metallum Nostrum
Metallum Nostrum funktioniert als eigenständiges Coveralbum losgelöst vom Albumkonzept. Es handelt sich um zehn Coverversionen, die einflussreich und inspirierend für die Bandgeschichte waren. Die Songs wurden nach Beendigung der Aufnahmen an Blessed & Possessed eingespielt.
1. A Touch of Evil – 5:40 (Original von Judas Priest)
2. Conquistadores – 4:45 (Original von Running Wild)
3. Edge of Thorns – 6;00 (Original von Savatage)
4. Power and Glory – 4:54 (Original von Chroming Rose)
5. Out in the Fields – 4:16 (Original von Gary Moore)
6. Shot in the Dark – 4:11 (Original von Ozzy Osbourne)
7. Gods of War Arise – 5:53 (Original von Amon Amarth)
8. The Evil That Men Do – 4:31 (Original von Iron Maiden)
9. Headless Cross – 6:09 (Original von Black Sabbath)
10. Night Crawler – 5:42 (Original von Judas Priest)

### Blessed & Orchestrated 7’’
1. Higher Than Heaven – 4:13
2. Sanctus Dominus – 3:51

### Tour-Edition „Preaching at the Breeze“
Am 6. Januar 2017 erfolgte eine Neuauflage mit dem Livealbum Preaching at the Breeze vom Summer Breeze Festival 2015 als Tour-Edition. Das Livealbum wurde auch alleine veröffentlicht.
1. Lupus Daemonis (Intro)
2. Sanctified With Dynamite
3. Coleus Sanctus
4. Army of the Night
5. Amen & Attack
6. Resurrection by Erection
7. Armata Strigoi
8. Kreuzfeuer
9. Werewolves of Armenia
10. In the Name of God
11. Blessed & Possessed
12. All We Need Is Blood
13. Dead Boys Don’t Cry
14. We Drink Your Blood
15. Lupus Dei

## Musikstil
Das Album unterscheidet sich nur wenig von den vorhergehenden Alben. Das Konzept des Albums basiert auf den divergierenden Motiven „Gesegnet sein“ („Blessed“) und „Verflucht sein“ („Possessed“). Diese beziehen sich zum einen auf ein religiöses Leben versus ein lasterhaftes Leben, zum anderen beschreibt „Blessed“ auch die epische, klassische Seite ihrer Metal-Interpretation und „Possessed“ den wilden Teil ihrer Musik.

## Rezeption
Metal.de schrieb: „Blessed & Possessed ist jetzt schon die Metal-Party-Scheibe des Jahres! Mit kraftvollem Riffing, ganz großen Hooks und der liebgewonnen Dosis Kitsch erschafften Powerwolf wieder einmal ein Album, in welchem wirklich jeder Song ein Volltreffer ist!“ Der Metal Hammer sah Higher Than Heaven als „Höhepunkt des Albums“, „das gepflastert ist mit kommenden Live-Gassenhauern, die einen immer wieder packen und so schnell nicht mehr loslassen wollen.“

## Kommerzieller Erfolg

### Chartplatzierungen
| ChartsChartplatzierungen | Höchstplatzierung | Wochen |
| ------------------------ | ----------------- | ------ |
| Deutschland (GfK)        | 3 (10 Wo.)        | 10     |
| Österreich (Ö3)          | 17 (1 Wo.)        | 1      |
| Schweiz (IFPI)           | 10 (4 Wo.)        | 4      |

### Auszeichnungen für Musikverkäufe
Das Album erreichte Goldstatus in Tschechien, welche im Generellen die erste Schallplattenauszeichnung für das Label Napalm Records überhaupt war.
| Land/Region       | Auszeichnungen für Musikverkäufe (Land/Region, Auszeichnung, Verkäufe) | Verkäufe |
| ----------------- | ---------------------------------------------------------------------- | -------- |
| Tschechien (IFPI) | Gold                                                                   | 2.500    |
| Insgesamt         | 1× Gold ·                                                              | 2.500    |